# Rick Upchurch
Ricky Upchurch, detto Rick (Toledo, 20 maggio 1952), è un ex giocatore di football americano statunitense che ha giocato nei ruoli di wide receiver e kick returner per tutta la carriera con i Denver Broncos della National Football League (NFL). Al college giocò a football all'Università del Minnesota.

## Carriera
In nove stagioni nella NFL, Upchurch eccelse come kick returner negli special team. Fu scelto nel corso del quarto giro (95º assoluto) del Draft NFL 1975 dai Denver Broncos. Nella sua seconda stagione stabilì un record NFL record quando ritornò quattro punt in touchdown, venendo convocato per il Pro Bowl. Nella stagione 1977 guidò la NFL con 653 yard ritornate da punt, contribuendo a fare raggiungere alla franchigia la prima apparizione al Super Bowl della sua storia. I Broncos persero il Super Bowl XII contro i Dallas Cowboys 27-10 ma Upchurch giocò una buona gara, guadagnando 125 yard totali (94 su ritorno da kickoff, 22 su ritorno da punt, 9 su ricezione), incluso un record del Super Bowl ritornando un kickoff per 67 yard nel terzo quarto che portò poi Denver a segnare l'unico touchdown della sua partita.
Upchurch rimase coi Broncos fino alla stagione 1983. Guidò la  NFL in yard medie ritornate per punt due volte (1978 e 1982) e fu convocato per altri tre Pro Bowl (1978, 1979, 1982). Al momento del ritiro, i suoi otto punt ritornati in touchdown erano un record NFL condiviso con Jack Christiansen. È uno dei soli cinque giocatori ad avere una media in carriera di oltre 12 yard ritornate per punt.

## Vita privata
Negli anni 1970, ha avuto una breve relazione con il futuro Consigliere per la Sicurezza Nazionale Condoleezza Rice.

## Palmarès

### Franchigia
- American Football Conference Championship: 1

Denver Broncos: 1977

### Individuale
- Convocazioni al Pro Bowl: 4

1976, 1978, 1979, 1982
- All-Pro: 5

1976, 1977, 1978, 1979, 1982
- PFWA All-Rookie Team - 1975
- Formazione ideale del 50º anniversario dei Denver Broncos
- Formazione ideale della NFL degli anni 1970
- Formazione ideale della NFL degli anni 1980

## Statistiche
| Yard su ritorno di kickoff | 2.355 |
| Yard su ritorno di punt    | 3.008 |
| Touchdown su ritorno       | 8     |